# Irã Pahlavi
```
   |-
       |
Erro:
:  
valor não especificado para "
nome_comum
"

   |-
       | 
Erro:
:  
valor não especificado para "
continente
"
```

O Irã (Português brasileiro) ou Irão (Português europeu) Pahlavi, oficialmente o Estado Imperial da Pérsia até 1935 e Estado Imperial do Irã de 1935 a 1979,  foi o estado iraniano sob o domínio da Dinastia Pahlavi. A dinastia foi formada em 1925 e durou até 1979, quando os Pahlavis foram derrubados como resultado da Revolução Iraniana, que aboliu a monarquia contínua do Irã e estabeleceu a atual República Islâmica do Irã.
Os Pahlavi chegaram ao poder em 1925 por Reza Xá, um ex-brigadeiro-general da Brigada Cossaca Persa, e depois de Amade Xá Cajar, o último governante iraniano sob a Dinastia Qajar, ter se mostrado incapaz de impedir as invasões à soberania iraniana por parte do Reino Unido e da União Soviética, Aliados da Segunda Guerra Mundial, teve sua posição extremamente enfraquecida por um golpe militar, e foi formalmente destituída do poder em 1941 pelo parlamento enquanto estava na França após a invasão anglo-soviética do Irã. O Majlis do Irã, reunindo-se como uma assembleia constituinte em 12 de dezembro de 1925, depôs o jovem Amade Xá Cajar e declarou Reza Xá como o novo Xá do Estado Imperial da Pérsia. Em 1935, Reza Xá pediu aos delegados estrangeiros que usassem o endônimo Irã em vez do exônimo Pérsia ao se dirigirem ao país em correspondência formal.
Após a deposição de Reza Xá, ele foi sucedido por seu filho, Mohammad Reza Pahlavi, que se tornou o último Xá do Irã. Em 1953, o governo de Mohammad Reza Pahlavi tornou-se mais autocrático e firmemente alinhado com o Bloco Ocidental durante a Guerra Fria, após o golpe de estado iraniano de 1953, que foi apoiado pelo Reino Unido e pelos Estados Unidos. Em correspondência com esta reorientação da política externa do Irã, o país tornou-se um aliado dos Estados Unidos, a fim de atuar como um baluarte contra o expansionismo ideológico soviético, e isto deu ao Xá o capital político para promulgar um programa socioeconómico até então sem precedentes que iria transformar todos os aspectos da vida iraniana através da Revolução Branca. Consequentemente, o Irão registou um sucesso prodigioso em todos os indicadores, incluindo a alfabetização, a saúde e o nível de vida. No entanto, em 1978, o Xá enfrentou um crescente descontentamento público que culminou num movimento revolucionário popular de pleno direito liderado pelo clérigo religioso Ruhollah Khomeini. Mohammed Reza Pahlavi exilou-se com a sua família em Janeiro de 1979, desencadeando uma série de acontecimentos que levaram rapidamente ao fim da monarquia e ao estabelecimento da República Islâmica em 31 de Março de 1979. Após a morte de Mohammed Reza Pahlavi em 1980, o seu filho, Reza Pahlavi, lidera agora o trono da família exilada. 

## História

### Estabelecimento

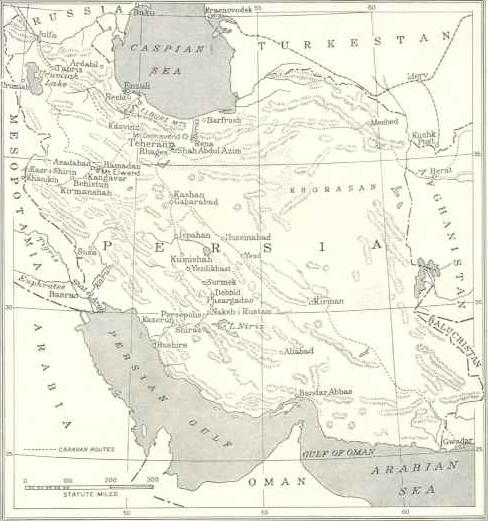
Pérsia às vésperas do golpe de Reza Shah Pahlavi

Em 1925, Reza Cã, um ex-brigadeiro-general da Brigada Cossaca Persa, depôs a Dinastia Qajar e declarou-se rei (Xá), adotando o nome dinástico de Pahlavi, que lembra a língua persa média do Império Sassânida.  (Ele escolheu o sobrenome Pahlavi para si mesmo em novembro de 1919).  Em meados da década de 1930, o forte governo secular de Reza Xá causou insatisfação entre alguns grupos, especialmente o clero, que se opôs às suas reformas, mas a classe média-alta do Irã gostou do que Rezā Xá fez. Em 1935, Rezā Xá emitiu um decreto pedindo aos delegados estrangeiros que usassem o termo Irã na correspondência formal, de acordo com o fato de que "Pérsia" era um termo usado pelos ocidentais para designar o país chamado "Irã" em persa. O seu sucessor, Mohammad Reza Pahlavi, anunciou em 1959 que tanto a Pérsia como o Irão eram aceitáveis e podiam ser usados indistintamente.
Reza Xá tentou evitar o envolvimento com o Reino Unido e a União Soviética. Embora muitos dos seus projetos de desenvolvimento exigissem conhecimentos técnicos estrangeiros, ele evitou adjudicar contratos a empresas britânicas e soviéticas devido à insatisfação durante a Dinastia Qajar entre a Pérsia, o Reino Unido e os soviéticos. Embora o Reino Unido, através da sua propriedade da Anglo-Persian Oil Company, controlasse todos os recursos petrolíferos do Irão, Rezā Xá preferiu obter assistência técnica da Alemanha, França, Itália e outros países europeus. Isto criou problemas para o Irão depois de 1939, quando a Alemanha e a Grã-Bretanha se tornaram inimigas na Segunda Guerra Mundial. Reza Xá proclamou o Irã como um país neutro, mas a Grã-Bretanha insistiu que os engenheiros e técnicos alemães no Irã eram espiões com missões para sabotar as instalações petrolíferas britânicas no sudoeste do Irão. A Grã-Bretanha exigiu que o Irã expulsasse todos os cidadãos alemães, mas Rezā Xá recusou, alegando que isso afetaria negativamente os seus projetos de desenvolvimento.

### Segunda Guerra Mundial
O Irã afirmou ser um país neutro durante os primeiros anos da Segunda Guerra Mundial. Em abril de 1941, a guerra atingiu as fronteiras do Irã quando Rashid Ali, com a ajuda da Alemanha e da Itália, lançou o golpe de estado iraquiano de 1941, desencadeando a Guerra Anglo-Iraquiana de maio de 1941. A Alemanha e a Itália enviaram rapidamente às forças pró-Eixo no Iraque ajuda militar da Síria, mas durante o período de maio a julho os britânicos e seus aliados derrotaram as forças pró-Eixo no Iraque e mais tarde na Síria e no Líbano.
Em junho de 1941, a Alemanha Nazista quebrou o Pacto Molotov-Ribbentrop e invadiu a União Soviética, vizinha do norte do Irã. Os soviéticos rapidamente aliaram-se aos países aliados e em julho e agosto de 1941 os britânicos exigiram que o governo iraniano expulsasse todos os alemães do Irão. Reza Xá recusou-se a expulsar os alemães e em 25 de agosto de 1941, os britânicos e soviéticos lançaram uma invasão surpresa e o governo de Reza Xá rendeu-se rapidamente após menos de uma semana de combates.  O objetivo estratégico da invasão era garantir uma linha de abastecimento para a URSS (mais tarde chamada de Corredor Persa), proteger os campos de petróleo e a Refinaria Abadan (da Anglo-Persian Oil Company, de propriedade do Reino Unido) e limitar a influência alemã no Irã. Após a invasão, em 16 de setembro de 1941, Reza Xá abdicou e foi substituído por Mohammad Reza Pahlavi, seu filho de 21 anos.   

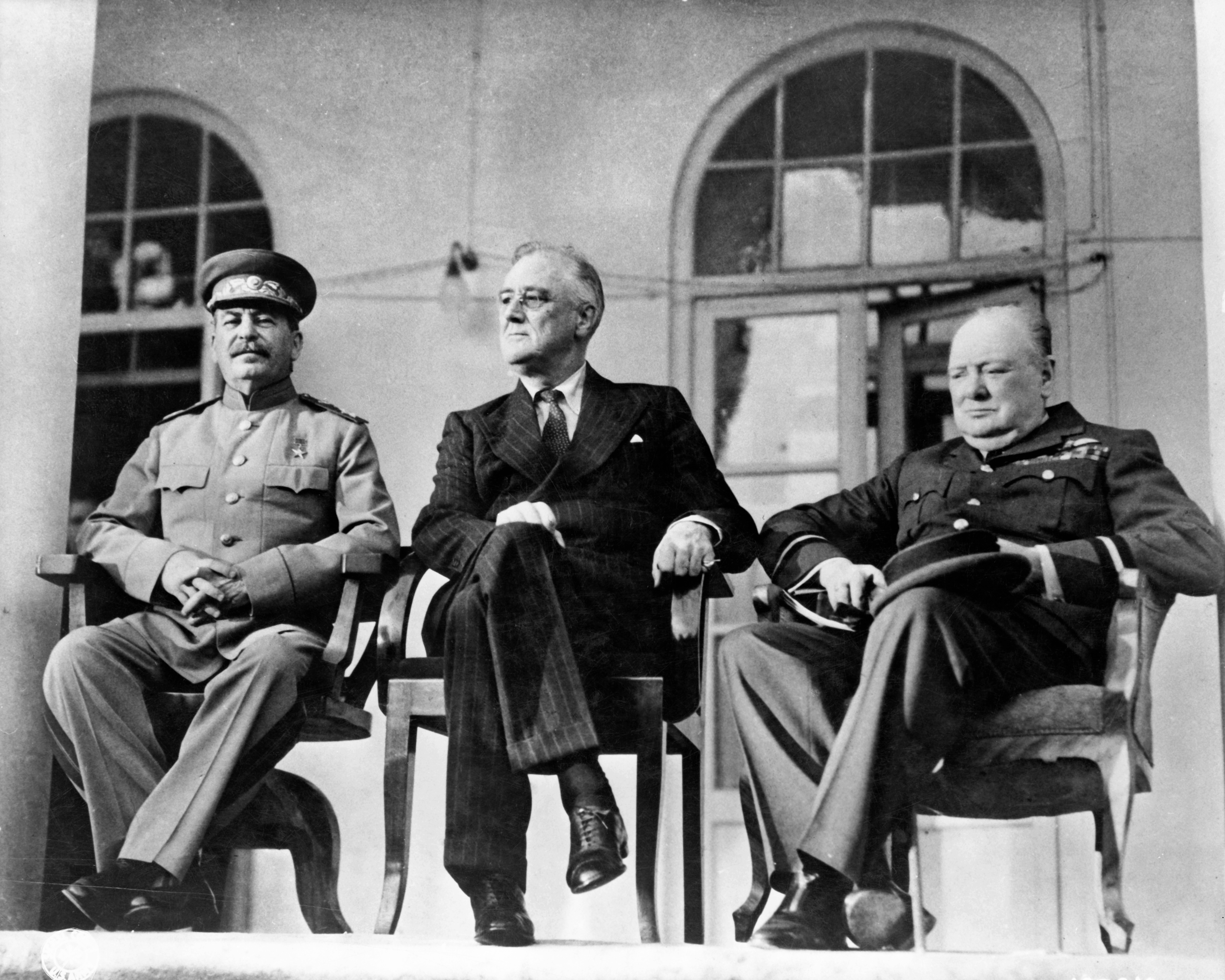
Os "Três Grandes" Aliados na Conferência de Teerã de 1943

Durante o resto da Segunda Guerra Mundial, o Irã tornou-se um importante canal de ajuda britânica e americana à União Soviética e uma via através da qual mais de 120.000 refugiados polacos e as Forças Armadas polacas fugiram do avanço do Eixo.  Na Conferência de Teerã de 1943, os "Três Grandes" Aliados - Joseph Stalin, Franklin D. Roosevelt e Winston Churchill - emitiram a Declaração de Teerã para garantir a independência e as fronteiras do Irã no pós-guerra.
Em 13 de setembro de 1943, os Aliados garantiram aos iranianos que todas as tropas estrangeiras partiriam até 2 de março de 1946.  Na altura, o Partido Tudeh do Irã, um partido comunista que já era influente e tinha representação parlamentar, tornava-se cada vez mais militante, especialmente no Norte. Isto promoveu ações por parte do governo, incluindo tentativas das forças armadas iranianas para restaurar a ordem nas províncias do Norte. Enquanto o quartel-general do Tudeh em Teerã estava ocupado e a filial de Isfahan esmagada, as tropas soviéticas presentes nas partes do norte do país impediram a entrada das forças iranianas. Assim, em Novembro de 1945, o Azerbaijão tornou-se um estado autónomo ajudado pelo partido Tudeh.   Este governo nominal pró-soviético caiu em Novembro de 1946, após o apoio dos Estados Unidos ao Irão para recuperar as regiões que se declararam autônomas.
No final da guerra, as tropas soviéticas permaneceram no Irão e estabeleceram dois estados fantoches no noroeste do Irão, nomeadamente o Governo Popular do Azerbaijão e a República de Mahabad. Isto levou à crise do Irã de 1946, um dos primeiros confrontos da Guerra Fria, que terminou depois de concessões petrolíferas terem sido prometidas à URSS e as forças soviéticas se retirarem do próprio Irão em Maio de 1946. Os dois estados fantoches foram rapidamente derrubados e as concessões petrolíferas foram posteriormente revogadas.  

### Guerra Fria

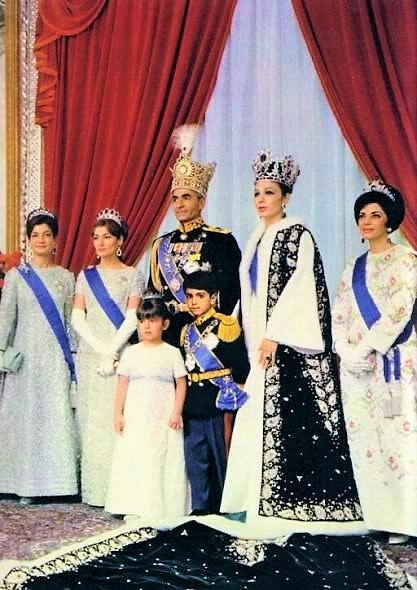
Mohammed Reza Pahlavi e sua esposa Farah Diba após sua coroação como Xá do Irã. Sua esposa foi coroada Xabanu do Irã.

Mohammad Reza Pahlavi substituiu seu pai no trono em 16 de setembro de 1941. Ele queria continuar as políticas de reforma de seu pai, mas logo eclodiu uma disputa pelo controle do governo entre ele e um político profissional mais velho, o nacionalista Mohammad Mosaddegh.
Em 1951, o Majlis (o Parlamento do Irão) nomeou Mohammad Mossadegh como novo primeiro-ministro por uma votação de 79-12, que pouco depois nacionalizou a indústria petrolífera de propriedade britânica (ver Crise de Abadan). Mossadegh foi combatido pelo Xá, que temia que um embargo petrolífero resultante, imposto pelo Ocidente, deixasse o Irã na ruína económica. O Xá fugiu do Irã, mas retornou quando o Reino Unido e os Estados Unidos deram um golpe contra Mossadegh em agosto de 1953 (ver golpe de estado iraniano de 1953). Mossadegh foi então preso pelas forças militares pró-Xá.
Após a derrubada de Mossadegh, o Irão tornou-se firmemente alinhado geopoliticamente com os Estados Unidos. Durante o mandato presidencial de John F. Kennedy, os Estados Unidos viam o Irã como um importante aliado na região por percebê-lo como uma rara fonte de estabilidade no Oriente Médio. 
De 12 a 16 de outubro de 1971, um elaborado conjunto de celebrações e festividades para a celebração dos 2.500 anos do Império Persa ocorreu em comemoração à fundação do Império Aquemênida por Ciro, o Grande.

### Colapso da Monarquia
O governo do Xá suprimiu os seus oponentes com a ajuda da polícia secreta de segurança e inteligência do Irão, SAVAK. Tais oponentes incluíam esquerdistas e islâmicos.
Em meados da década de 1970, contando com o aumento das receitas do petróleo, Mohammad Reza iniciou uma série de planos ainda mais ambiciosos e ousados para o progresso do seu país e a marcha em direção à "Revolução Branca". Mas os seus avanços socioeconómicos irritaram cada vez mais o clero. Os líderes islâmicos, particularmente o clérigo exilado Aiatolá Ruhollah Khomeini, conseguiram concentrar este descontentamento com uma ideologia ligada aos princípios islâmicos que pedia a derrubada do Xá e o retorno às tradições islâmicas, chamada de revolução islâmica. O regime Pahlavi entrou em colapso após revoltas generalizadas em 1978 e 1979. A Revolução Islâmica dissolveu o SAVAK e substituiu-o pelo SAVAMA. Foi dirigido depois da revolução, segundo fontes dos EUA e fontes iranianas exiladas nos EUA e em Paris, pelo general Hossein Fardoust, que foi vice-chefe da SAVAK sob o reinado de Mohammad Reza, e amigo de infância do monarca deposto.
Mohammad Reza fugiu do país, buscando tratamento médico no Egito, no México, nos Estados Unidos e no Panamá, e finalmente se reassentou com sua família no Egito como convidado de Anwar Sadat. Após sua morte, seu filho Reza Pahlavi, que foi formalmente investido como príncipe herdeiro em 26 de outubro de 1967, o sucedeu como chefe da dinastia Pahlavi.  Reza Pahlavi e sua esposa moram nos Estados Unidos em Potomac, Maryland, com três filhas. 
A partir de 2013, Reza Pahlavi estabeleceu o Conselho Nacional do Irã em Paris, que serve como governo no exílio para recuperar o antigo trono após uma potencial derrubada do atual governo da República Islâmica.  No entanto, em Fevereiro de 2019, Pahlavi lançou uma iniciativa chamada Projeto Phoenix do Irã. De acordo com o Interesse Nacional, isto é “projetado para aproximar as várias vertentes da oposição de uma visão comum para um Irã pós-clerical”. 

## Política
O sistema político do Estado Imperial do Irão ocorreu numa monarquia constitucional parlamentar onde o Xá serviu como chefe de estado e o primeiro-ministro como chefe de governo.
A Assembleia Consultiva Nacional era o parlamento unicameral do país, a partir de 1949 tornou-se a câmara baixa quando o Senado foi estabelecido como a câmara alta do parlamento.

## Legado
Sob a Dinastia Qajar, o carácter persa do Irão não era muito explícito. Embora o país fosse referido como Pérsia pelos ocidentais, e a língua dominante na corte e na administração fosse o persa, a dicotomia entre elementos persas puros e turcos permaneceu óbvia até 1925. O governo Pahlavi foi fundamental para a nacionalização do Irão, em linha com a cultura e a língua persas, o que, entre outras formas, foi conseguido através da proibição oficial do uso de línguas minoritárias, como o azerbaijano, e da supressão bem-sucedida de movimentos separatistas. Reza Xá é creditado pela reunificação do Irã sob um poderoso governo central. O uso de línguas minoritárias nas escolas e nos jornais não foi tolerado. O regime sucessor – a  República Islâmica do Irã – adoptou uma abordagem mais inclusiva em relação à utilização das minorias étnicas e da sua língua, mas as questões relativas aos azeris, a maior minoria étnica do Irã, permanecem e colocam desafios consideráveis à unidade e à integridade territorial do Irã. 

## Direitos humanos
Os governantes do Estado Imperial do Irão – Reza Xá Pahlavi e o seu filho Mohammad Reza Pahlavi – recorreram à polícia secreta, à tortura e às execuções para reprimir a dissidência política. A dinastia Pahlavi às vezes é descrita como uma "ditadura imperial" ou "governo de um homem só".  De acordo com uma história do uso da tortura pelo governo iraniano, o abuso de prisioneiros variou às vezes durante a dinastia Pahlavi. Além disso, o país desfrutou de um breve interlúdio de democracia de 1941 a 1953. 

## Corrupção
Manouchehr Ganji liderou um grupo de estudo anticorrupção que apresentou pelo menos 30 relatórios em 13 anos detalhando a corrupção de altos funcionários e do círculo real, mas o Xá chamou os relatórios de "falsos rumores e invenções". Parviz Sabeti, um alto funcionário da SAVAK, acreditava que a única razão importante para o sucesso da oposição ao regime eram as alegações de corrupção. 